# KV59
La KV59 es una tumba situada en el Valle de los Reyes, en la necrópolis tebana, frente a Luxor, en la orilla occidental del Nilo. Está situada enfrente de la KV31 y al norte de la KV37. Se ha datado como perteneciente a la dinastía XVIII, aunque no hay ninguna referencia sobre su destino y contenido, ya que se encontró vacía.
Esta pequeña tumba, cuyo propietario es desconocido, parece más bien ser un trabajo inacabado. Tiene una longitud total de tres metros, es casi inaccesible y está en ruinas. Después de la excavación realizada por el Proyecto Valle de los Reyes de la Universidad de Basilea, se dotó a la tumba de una puerta de hierro para protegerla de las inundaciones.

## Descubrimiento
Aunque no se tiene constancia de cuándo se descubrió la tumba, si que se sabe que fue cartografiada por primera vez por James Burton en 1825, luego por Eugène Lefébure en 1889 y finalmente por Howard Carter en 1921.

## Excavación y hallazgos
La tumba fue excavada en 2010 y 2011 por el Proyecto Valle de los Reyes de la Universidad de Basilea, donde encontraron principalmente fragmentos de cerámica que databan del Imperio Nuevo. Además, uno de los hallazgos se atribuyeron a una pieza de la Dinastía XVIII, que originalmente procedía de la tumba KV26. Como no se encontraron otros objetos, se determinó que o bien la pequeña tumba había sido completamente saqueada o simplemente se había dejado inacabada y nunca había sido utilizada.

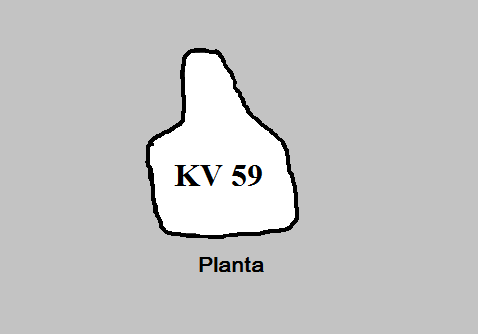
Plano de la Tumba KV59

KV59 consta de un pozo de entrada de apenas 2 metros de profundidad y una cámara de no más de 3 metros de longitud. La entrada al pozo se había llenado en su mayor parte con pequeños trozos de piedra caliza y arena. 
Durante la excavación, las distintas capas de escombros revelaron signos de múltiples inundaciones. Aparte de fragmentos de cerámica, no se encontraron ningún otro objeto. Además de los escombros antiguos, también se encontraron escombros nuevos, lo que sugiere que la tumba había estado abierta durante mucho tiempo y que los escombros  llegaron a la tumba debido a las inundaciones.
La única cámara de la tumba KV59 mide 3 × 3 m y tiene entre 1,80 y 2 m de altura. Cuando se encontró, estaba medio llena de barro y escombros.